# Playtime
Playtime (bra: Playtime - Tempo de Diversão; prt: Playtime - Vida Moderna) é um filme franco-italiano do gênero comédia, do ano de 1967, escrito, dirigido e estrelado por Jacques Tati.

## Elenco
- Jacques Tati: Monsieur Hulot
- Barbara Dennek: Barbara
- John Abbey: Lacs
- Reinhard Kolldehoff: o diretor alemão
- Yves Barsacq: velho amigo do Sr. Hulot

## Recepção
Playtime foi aclamado pela crítica, tendo conquistado o Prêmio Bodil de melhor filme europeu e a medalha de prata no Festival de Moscou. O site de cinema Rotten Tomatoes deu-lhe a classificação de 98%. O crítico estadunidense Roger Ebert também deu classificação máxima em sua análise e chamou Playtime de "um filme peculiar, misterioso, mágico".

## Prêmios e indicações

### Prêmios
Prêmio Bodil
- Melhor filme europeu: 1969[5]

 Festival de Moscou
- Medalha de prata: 1969[6]